# Bengt Olof Dike
Bengt Olof Dike, född 9 juli 1940 i Karlshamn, Sverige är en svensk kyrkopolitiker och tidigare politisk redaktör på Norrköpings Tidningar 1979-1995 och Helsingborgs dagblad. Han har tidigare suttit i Kyrkomötet (Svenska kyrkan) åren 1989-2005 och varit landstings - och kommunfullmäktigeledamot för Moderaterna i Östergötland. Under sin tid som kyrkopolitiker för moderaterna var han en av motståndarna till delningen mellan Svenska kyrkan och svenska staten, som skedde år 2000.  